# ナバラ (フィジー)
ナバラ（フィジー語: Navala）はフィジー共和国西部地域バ州のナウソリ高原に位置する村である。バ川河畔のナバラ村は、200以上のフィジーの伝統家屋であるブレが聳え立つ集落として有名で、日本の白川郷に似ている。ナバラ村村長がフィジーの伝統を守る徹底的な都市計画を施行しているため、フィジー国内でこのような伝統的な工法で建築されたフィジーの伝統家屋を目にすることができるのはナバラ村だけであり、伝統家屋で構成されているフィジー最後の村である。とりわけ特徴的なのはナバラにある家（ブレ）はすべて同じ大きさ（およそ50 m2ほど）であるということだ。すべてのブレにはボウ（フィジー語: Bou）と呼ばれる金属製の柱の飾りが取り付けられている。このボウは平等を象徴しており多くは村長の家にある。

## 地理

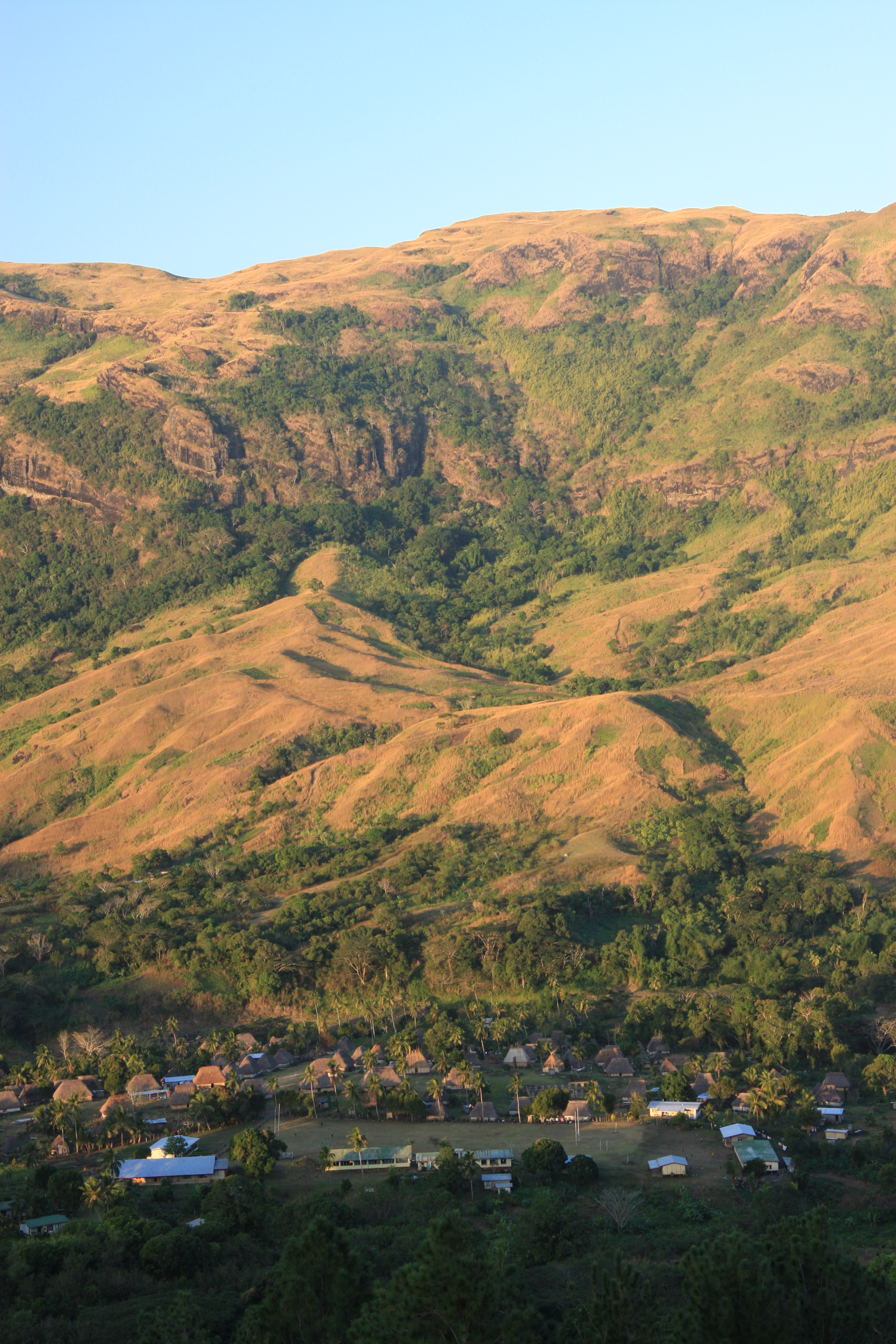
ナウソリ高原とナバラ村

3つの村が合体してできたナバラ村はスバからは車で2時間、フィジーの玄関であるナンディからはキングスロードを経由し2時間30分ほどの距離に位置する。バ川の氾濫の被害を頻繁に被るものの、ナバラは風光明媚な村として観光客の間で人気の場所である。周辺は山々や尾根に囲まれているため他の村から孤立した村であり、この尾根から地平線上にヤサワ諸島を望むことができる。村には店や学校、広場、カトリック教会が存在する。

## 歴史
ナバラは200年程前の1810年代に創設された。1950年にナバラ村は現代建築を拒み、学校では伝統工芸やブレの建て方が教えられる。その結果ナバラは伝統家屋で構成されているフィジー最後の村となった。

## 伝統家屋

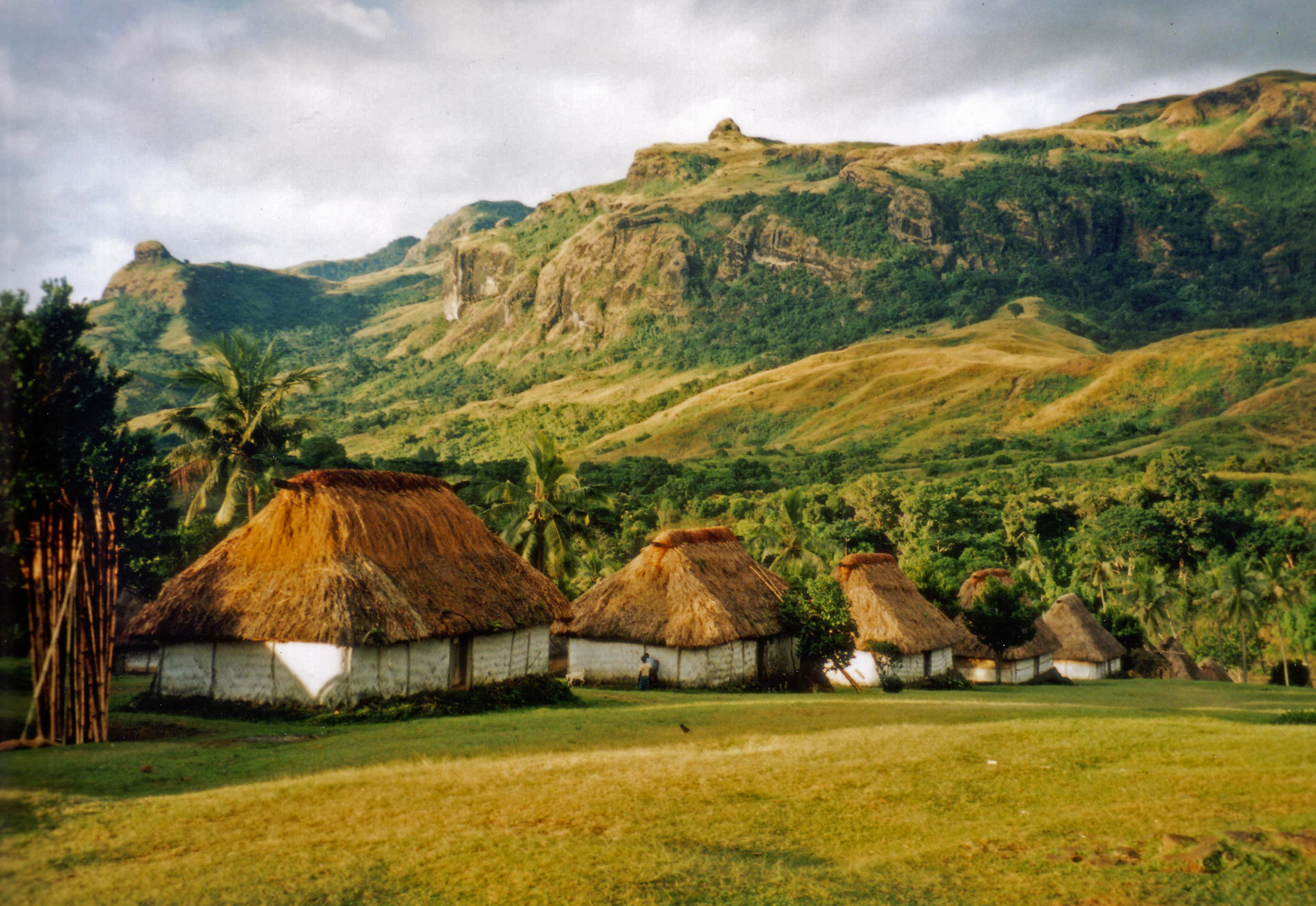
ナバラの伝統家屋

伝統家屋のブレは現地で生産された粘土や藁葺き、木材で建築されており窓は殆どない。村には学校やカトリック教会、無線局（緊急用のラジオ電話を繋ぐための）がコンクリートブロックやトタン板で建てられている。ブレの中には材木でできた柱や石でできた幅木があり、壁は細かい竹編みで、床は石積みの土台の上にココナッツの葉で作られた敷物に覆われている。石の暖炉がある家屋もあるが大抵は離れにあり、そこでは料理が行われる。なおトイレはブレライライ（bure lailai）という特別な建物にある。
観光客がツアーなどで入村する際はカヴァの儀式が行われ、村人がカヴァ―フィジーに自生するカヴァの根を粉状にして作られる嗜好品。向精神薬としても使われる―を観光客に振る舞う。